# 李重吉
李重吉（907年—934年5月6日），后唐末帝李从珂的长子，出生于李从珂登基前，其母是李从珂妻沛国夫人刘氏即李从珂后来的皇后。
李从珂本为唐明宗养子，封潞王。明宗时，李重吉曾参与征讨义武军节度使王都。李从珂镇凤翔，李重吉为控鹤指挥使，与出家为尼的妹妹幼澄留在京师洛阳。明宗病重，内定储君皇子秦王李从荣为确保自己顺利即位，兴兵入宫，李重吉正在明宗身边侍奉，明宗命李重吉率控鹤兵守宫门。李从荣兵败被杀。明宗死后，李从荣胞弟宋王李从厚即位，即愍帝，不想让李重吉掌亲兵，命李重吉为亳州团练使，幼澄居于宫中，迁李从珂到北京太原府。李从珂于是造反。应顺元年三月二十（934年5月6日），愍帝派遣殿直楚匡祚到亳州捉拿李重吉，在宋州杀害，幼澄也被杀。后李从珂入京，愍帝出逃，孔皇后有病，四子年幼，都未能随行。李从珂遣使问孔后：“李重吉等人何在？”杀孔皇后及愍帝四子。李从珂登基后，舉哀，輟視朝三日，赠李重吉太尉，令宋州选空地建庙。李重吉没有儿子，李从珂安排控鶴指揮使李重谦为他主丧，与同时遇害的妻子均州刺史刘知远（非后汉高祖）女彭城縣君刘氏合葬于明宗徽陵附近的河南府洛阳县清风乡高里村。

## 延伸阅读
[在维基数据编辑]
 《舊五代史·卷51》，出自薛居正《舊五代史》
 《新五代史·卷16》，出自歐陽修《新五代史》